# Nassellaria
Ordre
Synonymes
Nassellariina
Les Nassellaria sont un ordre de radiolaires de la classe des Polycystinea.

## Liste des sous-ordres, familles et super-familles
Selon IRMNG (21 mars 2021) :
- famille des Acropyramididae Haeckel, 1881
- famille des Amphipyndacidae Riedel, 1967 †
- famille des Androspyridae
- famille des Archaeodictyomitridae Pessagno, 1976 †
- famille des Archaeosemantidae Kozur & Mostler, 1981 †
- famille des Archiphormididae
- famille des Archocyrtiidae Kozur & Mostler, 1981 †
- famille des Artostrobiidae Riedel, 1967
- famille des Bagotidae Pessagno & Whalen, 1982 †
- famille des Bekomidae De Wever et al., 2001 †
- famille des Cannobotryidae Haeckel, 1881
- famille des Canoptidae Pessagno, 1979 †
- famille des Carpocaniidae Haeckel, 1881
- famille des Coronidae
- famille des Crubidae Yeh, 1987 †
- famille des Cuniculiformidae De Wever, 1982 †
- famille des Deflandrecyrtiidae Kozur & Mostler, 1979 †
- famille des Diacanthocapsidae O'Dogherty, 1994 †
- famille des Dicyrtoidae
- famille des Echinocampidae Bragin, 2009 †
- famille des Eucyrtidiellidae Takemura †
- famille des Farcidae Pessagno et al., 1986 †
- famille des Foremanellinidae Dumitrica, 1982 †
- famille des Hexapylocapsidae Dumitrica & Zuegel, 1998 †
- famille des Hilarisiregidae Takemura & Nakaseko, 1982 †
- famille des Hsuidae Pessagno & Whalen, 1982 †
- famille des Lithobotryidae
- famille des Livarellidae Kozur & Mostler, 1981 †
- famille des Lophocyrtiidae De Wever et al., 2001 †
- famille des Lophophaenidae Haeckel, 1881
- famille des Monicastericidae Kozur & Mostler, 1994 †
- famille des Monocyrtoidae
- famille des Muellericyrtiidae †
- famille des Nabolellidae Kozur & Mostler, 1979 †
- famille des Nassellidae
- famille des Neosciadiocapsidae Pessagno, 1969 †
- famille des Obeliscoitidae O'Dogherty, 1994 †
- famille des Parvicingulidae Pessagno, 1977 †
- famille des Phormospyridae
- famille des Plagiacanthidae Hertwig, 1879
- famille des Plagoniidae
- famille des Planispinocyrtiidae Kozur & Mostler, 1981 †
- famille des Podocyrtidae
- famille des Popofskyellidae Deflandre, 1964 †
- famille des Poulpidae De Wever, 1981 †
- famille des Pseudodictyomitridae Pessagno, 1977 †
- famille des Pseudosaturniformidae Kozur & Mostler, 1979 †
- famille des Pterocorythidae Haeckel, 1881
- famille des Pylobotryidae
- famille des Rotaformidae Pessagno, 1970 †
- famille des Ruesticyrtiidae Kozur & Mostler, 1979 †
- famille des Semantidae
- famille des Sethocapsidae Haeckel, 1881 †
- famille des Sethoperidae Haeckel, 1881 †
- famille des Sethophormididae Haeckel, 1881 †
- famille des Sethopiliidae Haeckel, 1882
- famille des Spinomersinellidae Kozur, Moix & Ozsvárt, 2007 †
- famille des Spongocapsulidae Pessagno, 1977 †
- famille des Spongolophophenidae Kozur & Mostler, 1994 †
- famille des Spongosilicarmigeridae De Wever et al., 2001 †
- famille des Stampfliellidae Kozur, Moix & Ozsvárt, 2007 †
- famille des Stephaniidae Haeckel, 1887
- famille des Stichocapsidae Haeckel, 1881 †
- famille des Stichocorythidae Haeckel, 1882 †
- famille des Stichocyrtoidae
- famille des Syringocapsidae Foreman, 1973 †
- famille des Telacapsulidae Yeh, 2009 †
- famille des Tertoniidae Dumitrica & Zügel, 2003 †
- famille des Tetraspinocyrtiidae Kozur & Mostler, 1994 †
- famille des Theocorythidae Haeckel, 1882 †
- famille des Theocotylidae Petrushevskaya, 1981 †
- famille des Theoperidae Haeckel, 1881
- famille des Theopiliidae Haeckel, 1881 †
- famille des Tholospyridae
- famille des Tricyrtoidae
- famille des Triospyrididae Haeckel, 1881
- famille des Tripedurnulidae Dumitrica, 1991 †
- famille des Trissocyclidae Haeckel, 1881
- famille des Tympanidae
- famille des Ultranaporidae Pessagno, 1977 †
- famille des Unumidae Kozur, 1984 †
- famille des Williriedellidae Dumitrica, 1970 †
- famille des Xiphothecaellidae Kozur, Moix & Ozsvárt, 2007 †
- famille des Xitidae Pessagno, 1977 †
- famille des Zygospyridae
- Nassellaria incertae sedis
- Nassellariina incertae sedis

Selon World Register of Marine Species (21 mars 2021) :
- sous-ordre des Collodaria Haeckel, 1881
- sous-ordre des Nassellaria incertae sedis
- super-famille des Eucyrtidiacea Ehrenberg, 1847
- famille des Archiphormididae
- famille des Artostrobiidae Riedel, 1967 emend. Foreman, 1973
- famille des Cannobotryidae Haeckel, 1881 emend. Riedel, 1967
- famille des Carpocaniidae Haeckel, 1881 emend. Riedel, 1967
- famille des Collozoidae Haeckel, 1862
- famille des Plagiacanthidae Hertwig, 1879
- famille des Pterocorythidae Haeckel, 1881
- famille des Theoperidae Haeckel, 1881 emend. Riedel, 1967
- famille des Trissocyclidae Haeckel, 1881, emend. Goll, 1968